# 삼면등가의 원칙
삼면등가의 원칙(三面等價-原則)에 속하는 생산국민소득, 분배국민소득, 지출국민소득이라는 세 가지 국민소득은 동일한 국민경제의 순생산물의 흐름을 생산·분배·지출의 세 가지 다른 측면에서 포착한 것으로서 생산국민소득은 분배국민소득으로, 분배국민소득은 지출국민소득으로 된다. (이 흐름을 국민소득의 순환이라고 칭한다.)
 결국에는 이 세 가지의 국민소득은 등가관계에 있다고 할 수 있으며 이것을 삼면등가의 원칙이라 한다.
그러나 이것은 어디까지나 이상적인 원칙이어서 언제나 변동이 있는 현실에서는 계산된 실제의 숫자 사이에 이와 같은 등가관계가 항상 성립돼 있는 것이 아니다. 생산량은 끊임없이 변동하고 있으므로 동일 기간 내에 생산된 가액과 지출된 가액 및 분배된 가액과는 반드시 등가로 되지 않는 것이 보통이다.